# Kamienica Weidingerów w Prudniku
Kamienica Weidingerów w Prudniku – zabytkowa kamienica usługowo-mieszkalna znajdująca się przy Rynku w Prudniku, pod adresem Rynek 2.

## Historia

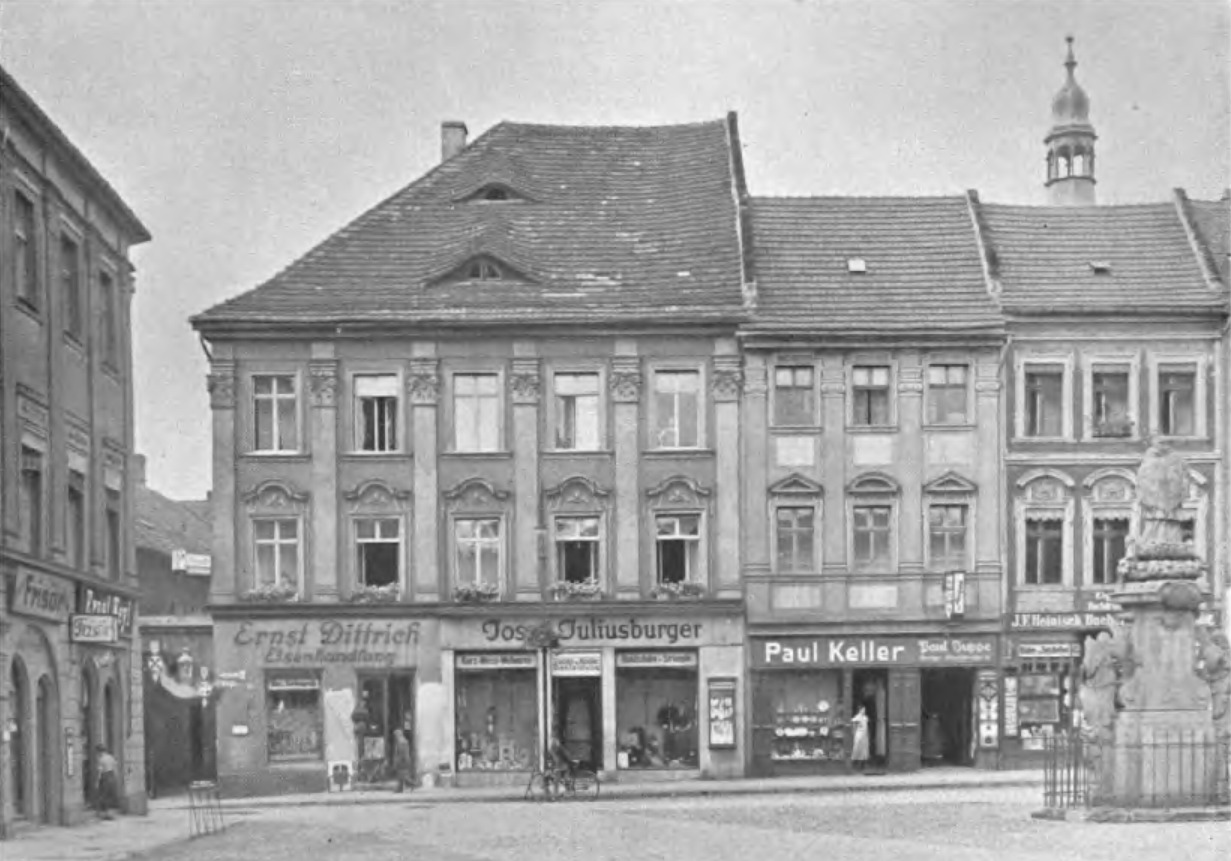
Zdjęcie kamienicy z publikacji Kunst in Oberschlesien (1938)

Autorstwo projektu kamienicy przypisuje się Janowi Innocentemu Töpperowi. Została wzniesiona w 1769 we wschodniej części południowej pierzei Rynku. Należała do zamożnej rodziny Weidingerów, znanej m.in. z ufundowania budowy sanktuarium Matki Bożej Bolesnej na Kaplicznej Górze. Przetrwała atak artyleryjski na Prudnik przeprowadzony przez Austriaków 28 lutego 1779 w trakcie wojny o sukcesję bawarską. 20 sierpnia 1788 w kamienicy zamieszkała część asysty króla Fryderyka Wilhelma II, który odwiedził Prudnik.
W latach 30. XX wieku w kamienicy mieszkał i miał swój gabinet dentystyczny doktor Antoni Błaszczyński, późniejszy burmistrz Prudnika. Wówczas budynek nosił numer 40.

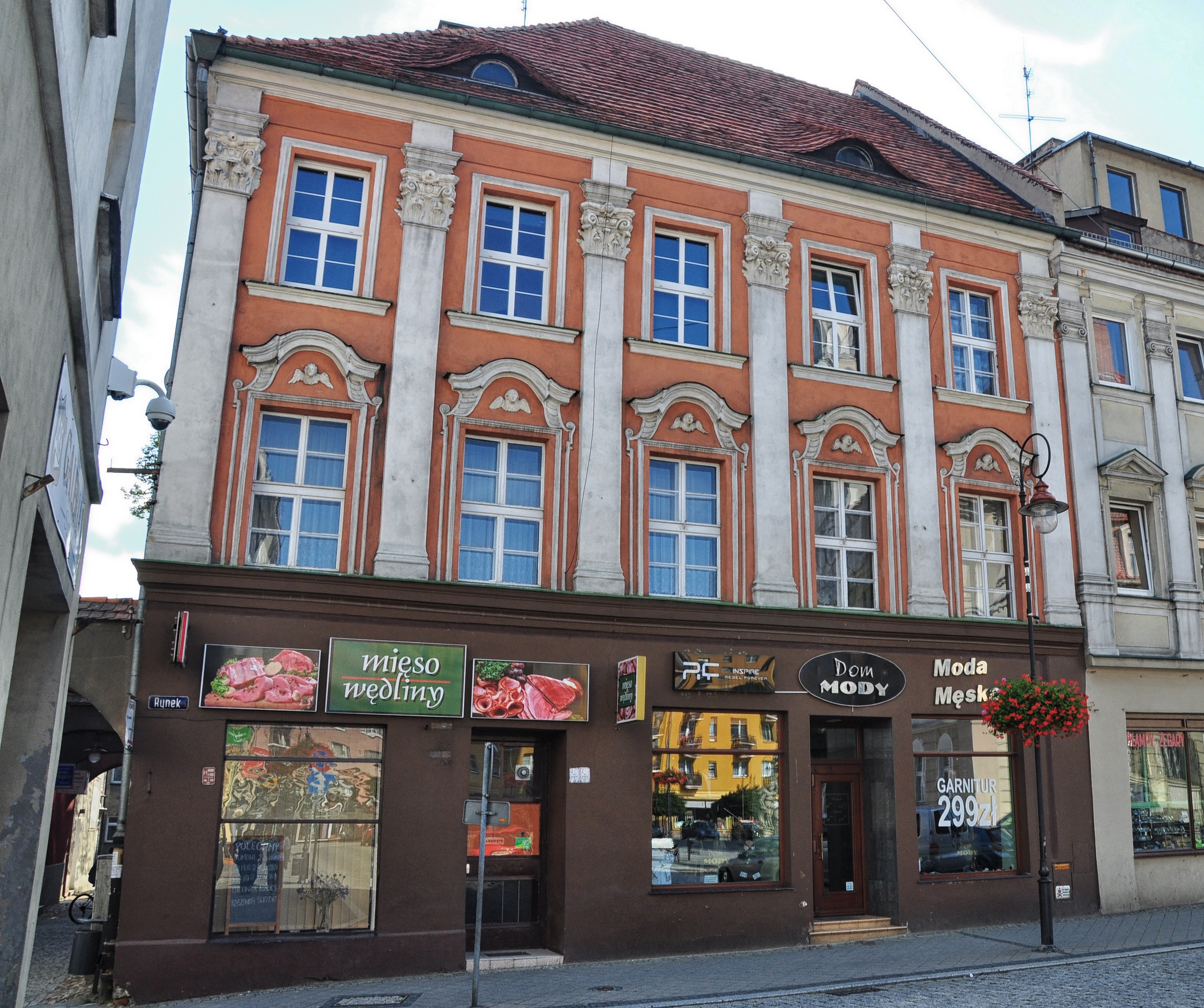
Kamienica Weidingerów (2012)

Po zakończeniu II wojny światowej i przejęciu Prudnika przez administrację polską, na przełomie lat 50. i 60. XX wieku większość starych kamienic Rynku została wyburzona. Kamienica Weidingerów była jednym z trzech budynków przy Rynku, które nie zostały rozebrane.
W latach 60. XX wieku w kamienicy odkryto polichromowane, płaskorzeźbione stropy. W latach 90. XX wieku elewacja kamienicy została odnowiona. W kamienicy ulokowano Związek Nauczycielstwa Polskiego, sklep mięsny, sklep z męską garderobą, a także galerię sztuki „Ars” prowadzoną przez rodzinę Paprockich.

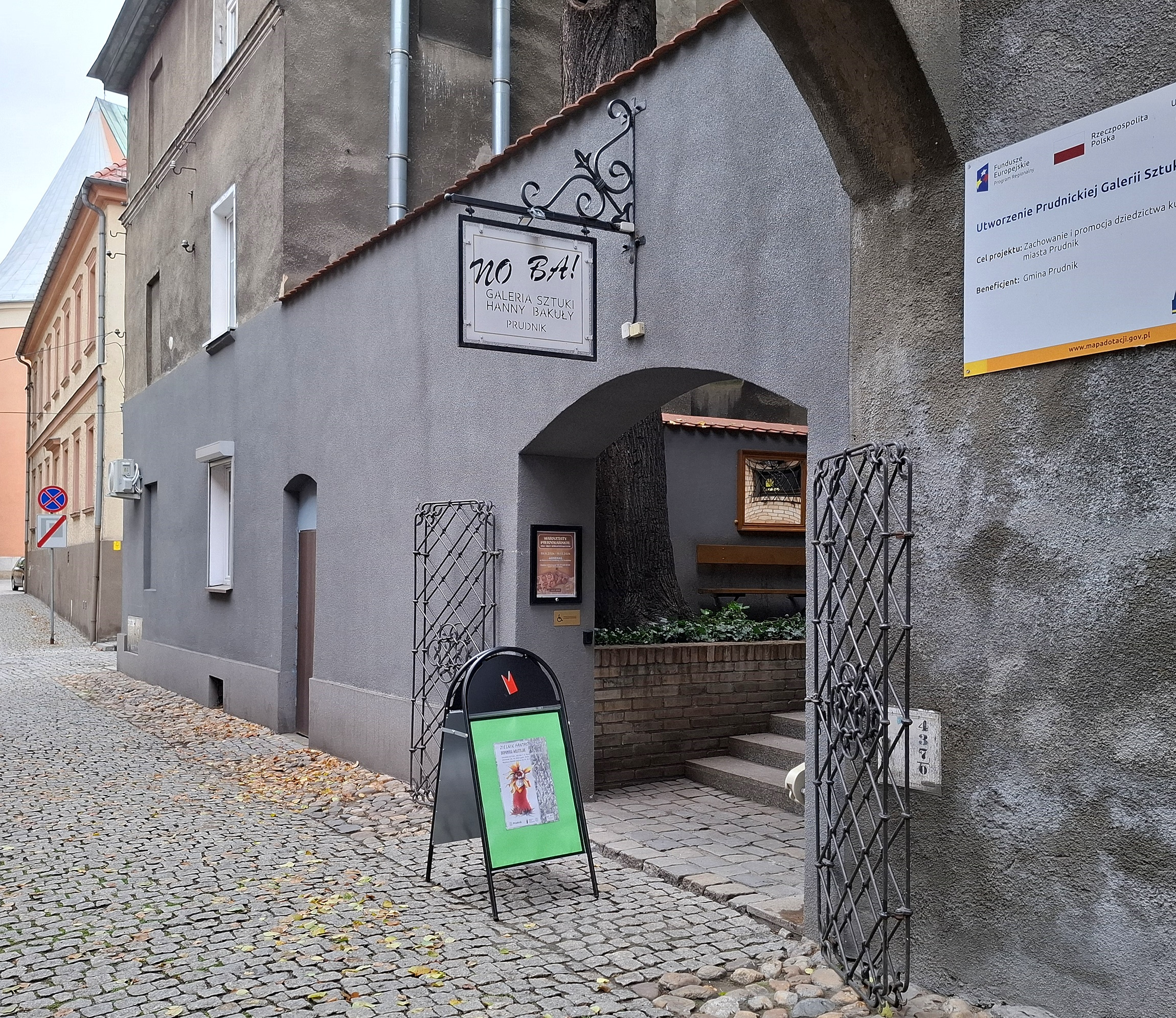
Wejście do galerii sztuki „No Ba!”

10 września 2022 w kamienicy otwarta została galeria sztuki „No Ba!”. Od 2023 w jednym z lokali budynku znajduje się sklep Żabka.